# Мікльош Карло Владиславович

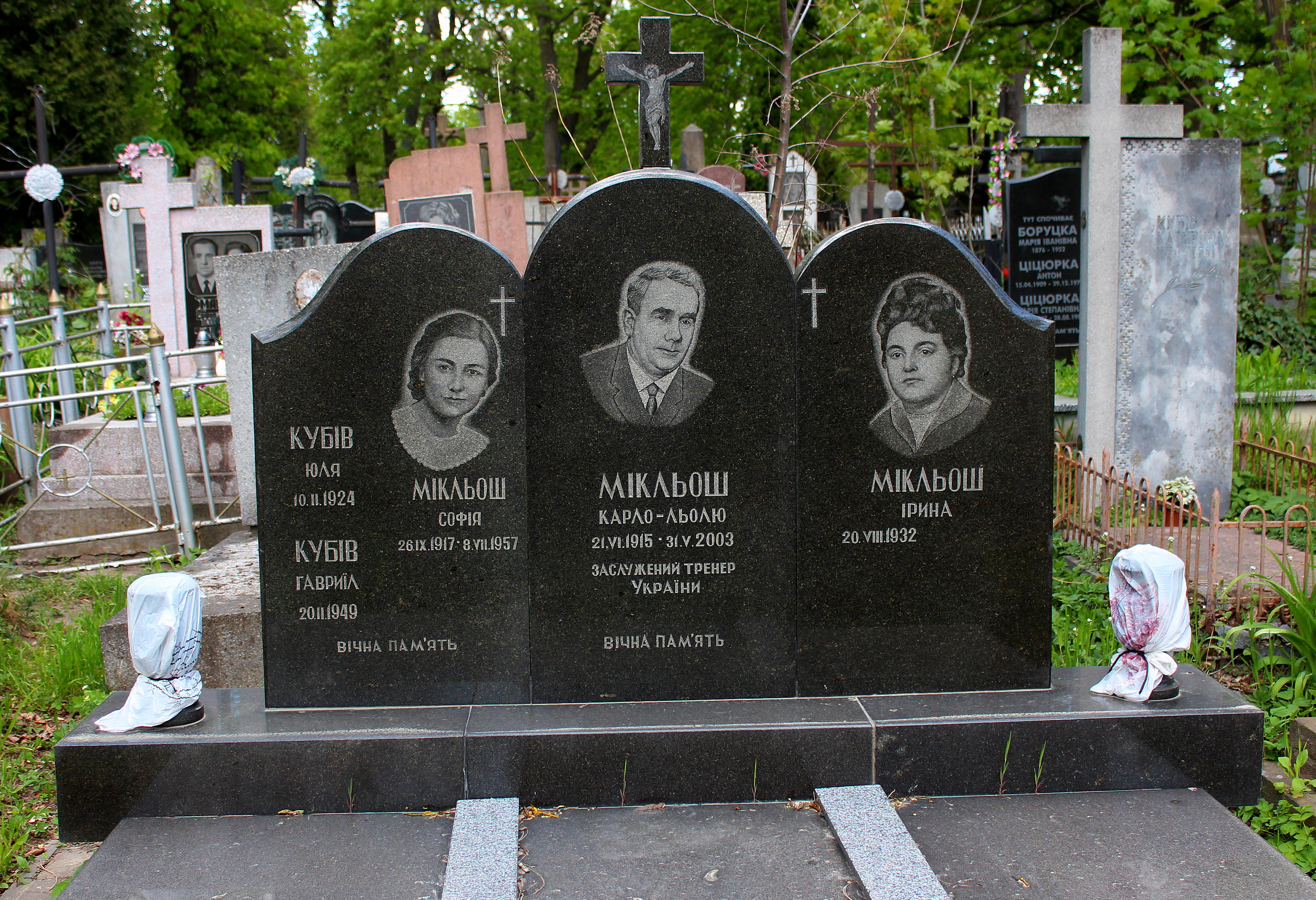

Ка́рло Владисла́вович Мі́кльош (* 21 червня 1915, Львів — † 31 травня 2003, Львів) — український футболіст, суддя і футбольний функціонер. Більшість ігрової кар'єри провів у львівському СТ «Україна». Багато років працював у футбольному клубі «Карпати» (Львів): 1968–1972 — начальник «Карпат», 1990–1992 — президент футбольного клубу. Заслужений тренер УРСР (1969).

## Ігрова кар'єра
До футбольної команди Спортового Товариства «Україна» 17-річного юнака прийняли у 1932 році. Він мусив виступати під вигаданим прізвищем «Кльош», щоб обійти урядову заборону учням виступати за дорослі команди.
Швидкий, талановитий футболіст, діяв на місці правого інсайда (злучника). Не володівши потужними фізичними даними, виділявся на полі точними пасами і комбінаційною грою. Часто виконував пенальті, бо володів міцним і точним ударом.
«Україна» з 1934 року виступала в Окружній лізі — другій за престижністю лізі Польщі після Державної ліги. У тогочасному Львові було кілька сильних футбольних дружин: у двох найсильніших командах, «Поґонь» та «Чарні», переважали поляки. Ці два клуби регулярно виступали у найвищому дивізіоні польського футболу. Інші львівські клуби грали переважно в нижчій, окружній лізі: «Гасмонея» (єврейський клуб), «Лехія», РКС (польські) і СТ «Україна» (український).
У сезонах 1937/38 та 1938/39 «Україна» була за крок від найвищої ліги — посідала 2 місце в Окружній лізі (переможець підвищувався у класі). Перед початком Другої світової війни встигли провести 2 перші тури сезону 1939/40. У вересні 1939 Галичину зайняла Червона армія. Всі спортивні товариства і клуби було ліквідовано, створивши на їх місці команди з пролетарськими назвами: «Динамо», «Спартак», «Локомотив» і т. д. У 1941 році Карло Мікльош виступав, наприклад, за львівський колектив «Облспоживспілка».
СТ «Україна» було відновлено з приходом гітлерівської влади, яка лояльніше ставилася до проведення автономних футбольних змагань. У 1942—1944 щорічно проходив чемпіонат Галичини, в якому брали участь найсильніші футбольні дружини з українських галицьких міст від Перемишля до Станиславіва. Львівське СТ «Україна» було одним з фаворитів. У 1942 році «Україна» стала чемпіоном, перемігши у фіналі «Сян» (Перемишль), але два наступні роки поступалась у фінальній грі: в 1943 клубу «Скала» Стрий (3:4), а у 1944 році — команді «Ватра» Дрогобич (1:2).
У 1944—1945 рр. Мікльош виступав за львівське «Динамо», де крім нього були відомі нападники Іван Зубач і поляк Казімєж Ґурський — майбутній наставник національної збірної Польщі.
У 1945 році «Динамо» (Львів) стало чемпіоном УРСР серед динамівських команд, випередивши, зокрема, сильні клуби з Дніпропетровська і Києва (щоправда «Динамо» (Київ) виставило на турнір запасний склад).
Перед сезоном 1946 всіх найкращих гравців Львова зібрали у команді «Спартак», яка мала стати представником від міста у чемпіонатах СРСР. У 1946 р. спартаківці виступали у третій групі чемпіонату СРСР, а від 1947 року — у другій групі. «Спартак» щоразу покращував свої результати у своїй підгрупі другої групи: від 6-го місця у 1947 році до перемоги в 1949-му. Але після 1947 року Мікльош, погравши ще за львівський «Локомотив», закінчив ігрову кар'єру.

## Навколофутбольна діяльність
Став суддею республіканської категорії, від 1955 до 1959 та 1960–1968 — голова федерації футболу Львівської області. 
1968–1972 — начальник клубу «Карпати» (Львів). Саме у цей період команда  здобула 'срібло' в Другій групі класу А- 1968. та виграла Кубок СРСР з футболу (1969) та вийшла до вищої ліги чемпіонату СРСР (1970 ).
Президент «Карпат» (Львів) у 1990-1992. В 1990 році саме за ініціативою Карла Мікльоша львівський стадіон «Дружба» було перейменовано на «Україна». Цю назву арена носить і дотепер.
У 1996 році удостоєний звання «Почесний громадянин Львова».
Помер 31 травня 2003 року у Львові. Похований на Янівському цвинтарі.

## Вшанування пам'яті

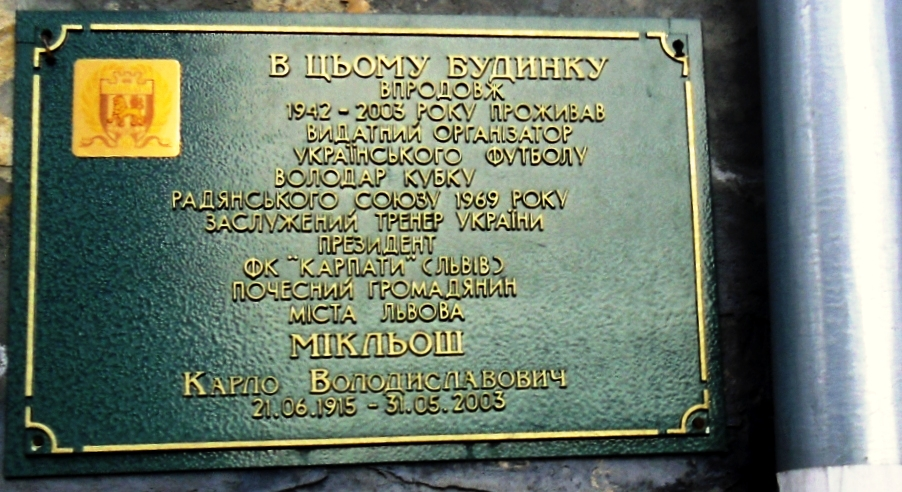
Пам'ятна таблиця на будинку, де мешкав К. Мікльош

Відповідно до ухвали Львівської міської ради від 24 травня 2012 року № 1496 проектованій вулиці 7, яка веде до новозбудованого стадіону «Арена Львів» було присвоєно ім'я Карла Мікльоша.
29 листопада 2013 на будинку по вул. Морозенка, 10 у Львові, де у 1942—2003 мешкав Карло Мікльош, відкрили пам'ятну таблицю.
Образ К. Мікльоша в числі інших відтворений у бронзі на пам'ятному знаку гравцям «Карпат», що здобули Кубок СРСР 1969 року, встановленому за входом на стадіон «Україна» з боку вулиці В. Стуса (2002).
З 2015 року Федерацією футболу Львівської області проводиться Турнір пам’яті Карла Мікльоша.

### Турнір пам’яті Карла Мікльоша
| Рік  | Переможець                   | Фіналіст                        | Рахунок       | К-ть команд |
| ---- | ---------------------------- | ------------------------------- | ------------- | ----------- |
| 2015 | «Гірник» Соснівка            | СФК «Муроване»                  | 5:0           | 31          |
| 2016 | СКК «Демня»                  | ФК «Кропивник» Старий Кропивник | 8:2           | 44          |
| 2017 | ФК «Львів»                   | СФК «Кордія-Муроване»           | 1:0           | 32          |
| 2018 | ФК «Юність» Гійче            | ФК «Самбір/Старий Кропивник»    | 0:0, пен. 5:4 | 35          |
| 2019 | «Фенікс-Стефано» Підмонастир | ФК «Новий Яричів/Руданці»       | 1:0           | 31          |
| 2020 | СКК «Пісочна»                | «Тартак» (Підбуж)               | 1:0           | 28          |
| 2023 | ФК «Новий Розділ»            | ФК «Олесько»                    | 0:0, пен. 6:5 | 20          |
| 2024 | ФК «Жовква»                  | ФК «Олесько»                    | 3:0           | 13          |
| 2025 | ФК «Лопатин»                 | СК «Воля» (Братковичі)          |               | 22          |